# صید ترال

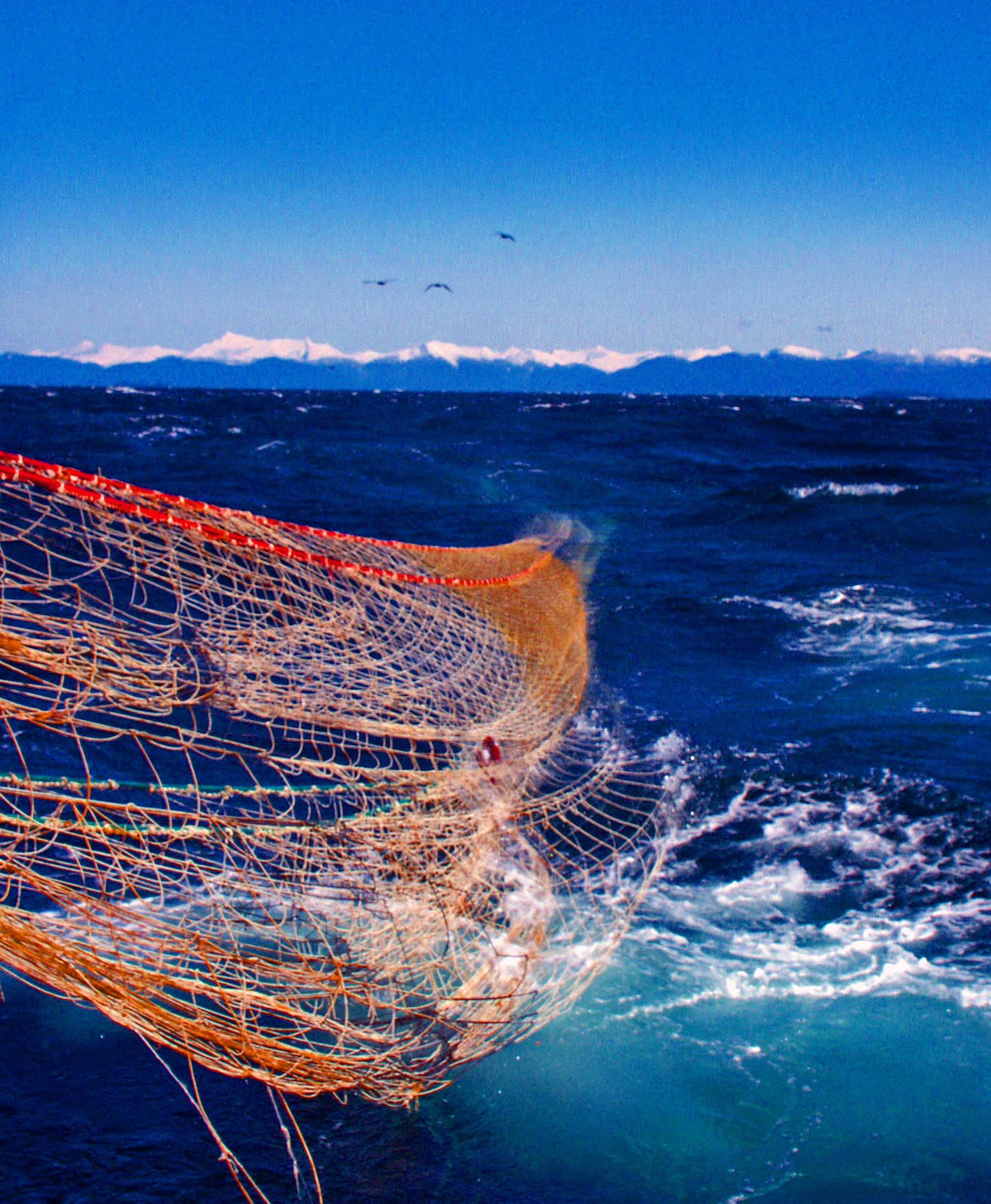
تنظیم ترال

ترال‌کشی یا صید ترال (به انگلیسی: Trawling) یک روش ماهیگیری است که شامل کشیدن تور ماهیگیری در آب پشت یک یا چند قایق است. توری که برای صید ترال استفاده می‌شود ترال نامیده می‌شود. این اصل نیازمند کیسه‌های توری است که از طریق آب برای صید گونه‌های مختلف ماهی یا برخی گونه‌های هدف گرفته می‌شوند. ترال‌ها را اغلب دنده بکسل یا کشنده می‌نامند.

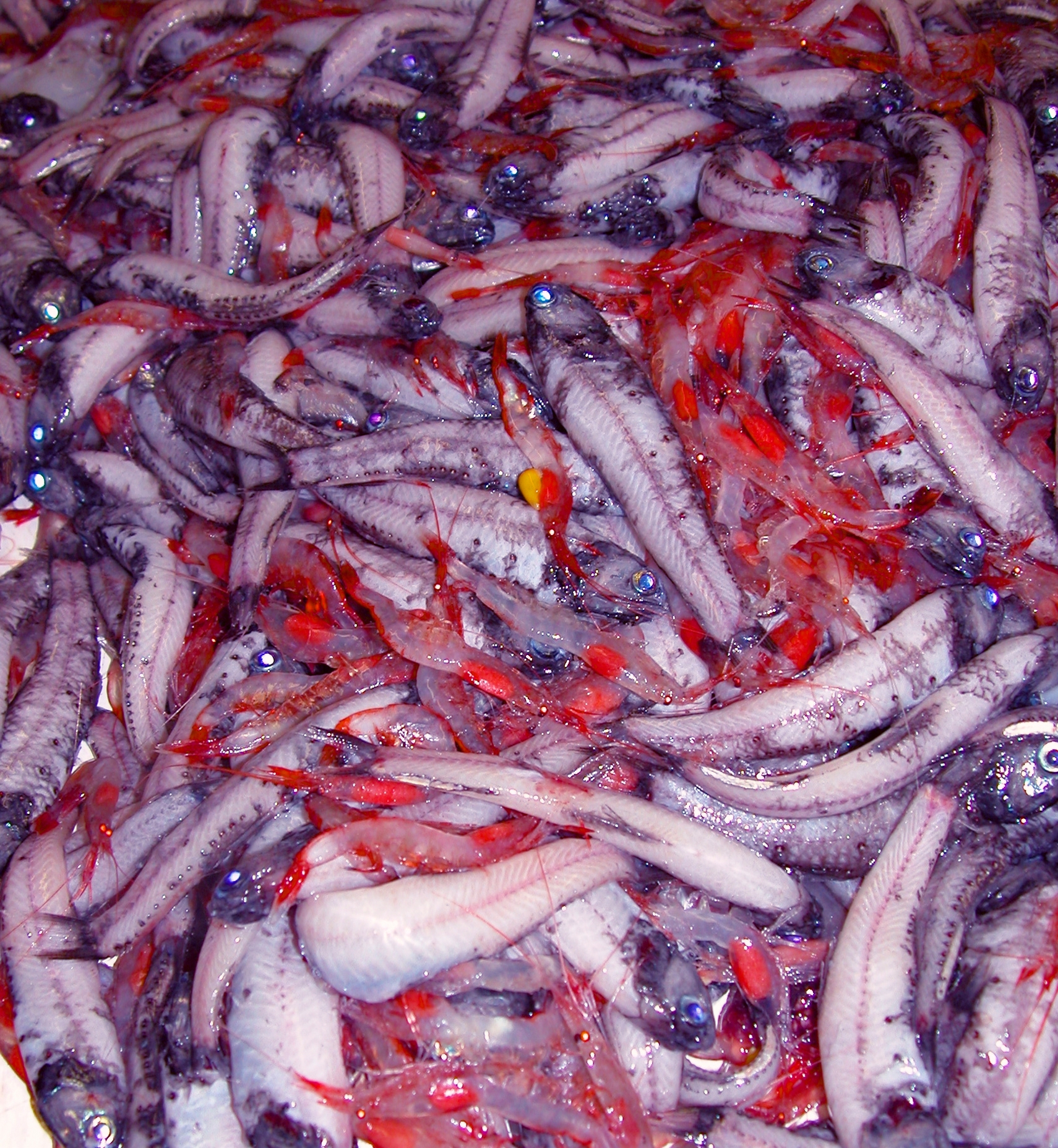
صید تراول فانوس‌ماهی‌های و میگوی شیشه‌ای از پایین در ژرفای بیش از ۲۰۰ متر

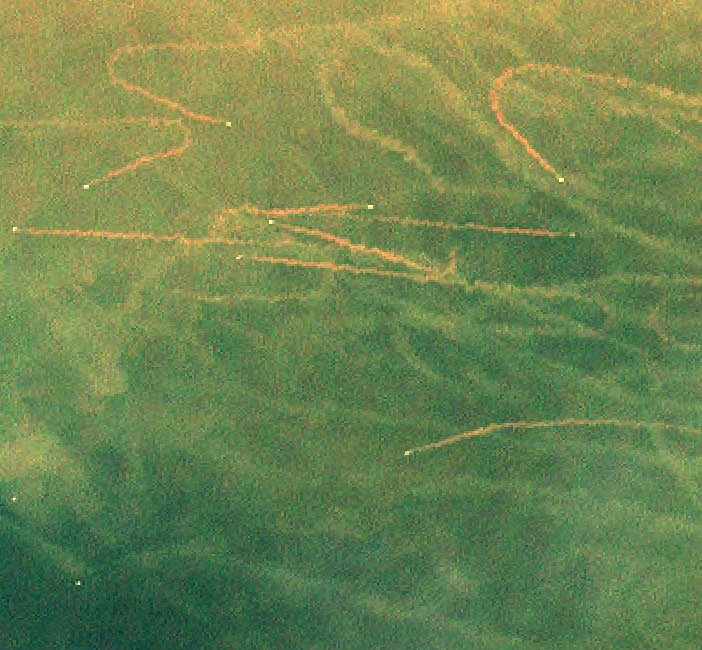
عکس هوایی از کدورت آشفتگی ترال در لوئیزیانا

به قایق‌هایی که برای ترال استفاده می‌شود ترال‌کش (Trawler) یا کشنده (Dragger) می‌گویند. ترال‌کش‌ها از نظر اندازه از قایق‌های روباز کوچک با نیروی ۳۰ اسب بخار (22 kW) موتورها به ترال‌های کارخانه بزرگ با بیش از ۱۰۰۰۰ اسب بخار (۷٫۵ مگاوات) متفاوت هستند. صید ترال را می‌توان توسط یک ترال‌کش یا دو ترال‌کش که به صورت مشارکتی ماهیگیری می‌کنند (ترال جفتی) انجام داد.
ترال را می‌توان با روش چنددامی (Trolling) مقایسه کرد. در حالی که ترال شامل یک تور است و معمولاً برای استفاده تجاری انجام می‌شود، روش چندتله‌ای به جای آن شامل یک قرقره، میله و طعمه یا دام است و معمولاً برای اهداف تفریحی انجام می‌شود. ترال معمولاً به عنوان یک روش نمونه‌گیری علمی یا پیمایشی نیز استفاده می‌شود.
صید ترال میان‌آبی (Midwater trawling) به ترال دریایی نیز معروف است. ترال در میان‌آب ماهیهای دریایی را صید می‌کند، در حالی که ترال کف‌روب ماهی‌های پایین (کف‌زی) و ماهی‌های نیمه‌دریایی را هدف قرار می‌دهد.

صید ترال در بعضی کشورها ممنوع می باشد.

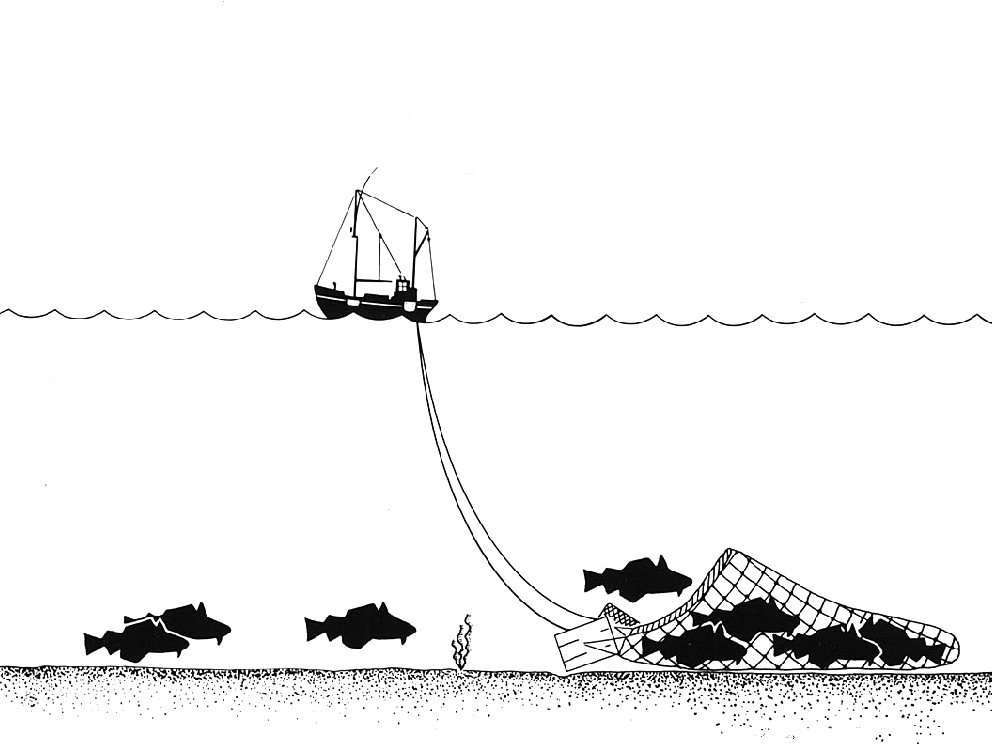
کف‌روبی بستر